# Jéssica Sales
Jéssica Rojas Sales (Cruzeiro do Sul, 28 de novembro de 1980) é uma médica ginecologista e obstetra e política brasileira,  ex-deputada federal por dois mandatos pelo estado do Acre, filiada ao Movimento Democrático Brasileiro (MDB).
É filha do ex-prefeito de Cruzeiro do Sul, Vagner Sales, e da deputada estadual Antonia Sales.
Nas eleições de 2014, Jéssica foi eleita para a Câmara dos Deputados com 20 339 votos, sendo a quinta mais votada entre os oito eleitos.
Em abril de 2017 votou a favor da Reforma Trabalhista.  Em agosto do mesmo ano, votou a favor do presidente Michel Temer, no processo em que se pedia abertura de investigação, e que poderia lhe afastar da presidência da república. 

## Controvérsias
Segundo reportagem da revista Istoé, a deputada Jéssica Sales utilizou-se de 2400 litros de combustível e solicitou reembolso do gasto (de R$ 11.600,00-o equivalente a 1/3 do salário da deputada) para a Câmara dos Deputados. A quantidade de combustível utilizada pela deputada teria sido suficiente para a mesma dar uma volta ao mundo. 